# Il canale del Loing a Moret
Il canale del Loing a Monet (Le canal du Loing) è un dipinto del pittore inglese Alfred Sisley, realizzato nel 1892 e conservato al Museo d'Orsay di Parigi.

## Descrizione
Nel settembre del 1882 Sisley si stabilì definitivamente a Moret-sur-Loing, zona attraversata da diversi corsi d'acqua e in particolare dal pittoresco fiume Loing, affluente di sinistra della Senna. In quest'opera, in particolare, l'occhio attento ed affettuoso di Sisley si sofferma sul canale che segue il corso del Loing per una cinquantina di chilometri. Il punto di vista prescelto dal pittore è quello dove il canale del Loing, cinto da un maestoso filare di pioppi nudi, si inarca, sino a perdersi poi nell'orizzonte.
Sull'altra sponda vi sono alcuni casolari bianchi e una minuscola presenza umana: sul fiume, infine, è ormeggiata una piccola imbarcazione, impaziente di solcare i flutti del Loing. La tavolozza, giocata sulle armonie dell'azzurro, del blu e del violetto, trasmette un'autentica sensazione di pace e di tranquillità. Com'era egli solito fare, inoltre, Sisley ne Il canale del Loing a Moret accorda notevole importanza e spazio al cielo. «Il cielo costituisce lo sfondo dei miei quadri» avrebbe spiegato il pittore al critico d'arte Tavernier «Insisto su questa parte di paesaggio perché vorrei riuscire a far comprendere l'importanza che le attribuisco [...] io, comincio sempre le mie tele dal cielo».